# 바스 노스이스트서머싯

바스 노스이스트서머싯의 위치

바스 노스이스트서머싯(영어: Bath and North East Somerset)은 잉글랜드 서머싯주에 위치한 단일 자치구로 중심 도시는 바스이며 면적은 351.12km2, 인구는 182,021명(2014년 기준)이다. 1996년 4월 1일에 신설되었다.